# Cercopoidea

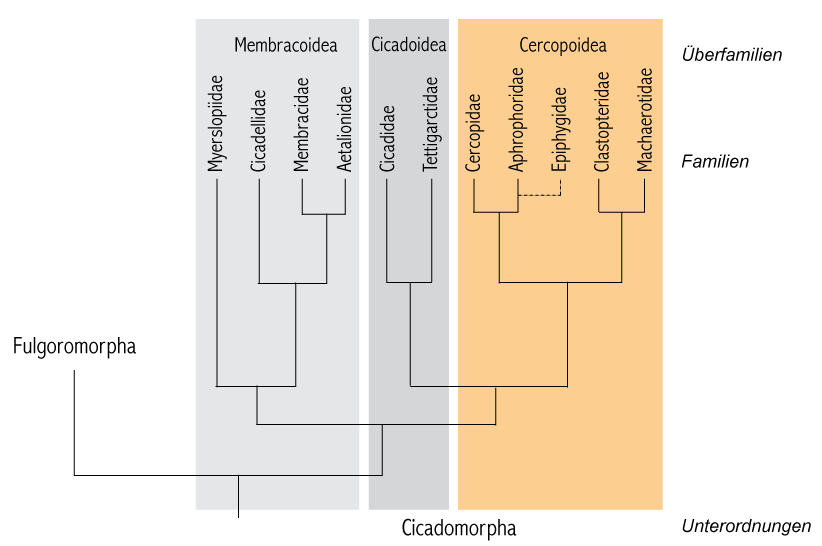
Филогения надсемейства Cercopoidea внутри Cicadomorpha (по Cryan, 2005)

Cercopoidea (лат.) (англ. Froghopper) — надсемейство цикадовых равнокрылых насекомых.

## Распространение
Всесветное. Cercopoidea распространены во всех зоогеографических регионах за исключением Арктики и Антарктики. Они особенно многообразны в тропиках.

## Описание
Задние ноги прыгательные. Простых глазков 2. Задние голени несут мощные конические боковые зубцы с тонкой субапикальной щетинкой. Усики с небольшим, но четко обособленным 3-м члеником, который уже несёт тонкий от самого основания бич.

## Систематика
Около 3000 видов. Выделяют 5 семейств. Иногда семейство Machaerotidae рассматривают в статусе подсемейства Machaerotinae в составе семейства Clastopteridae. Обширный филогенетический анализ надсемейства Cercopoidea посредством выяснения разнообразия рибосомальных генов 18S-rDNA, 28S-rDNA и Histone3 подтверждает монофилию группы.
- Aphrophoridae Amyot & Serville, 1843 — более 800 видов
- Cercopidae Westwood, 1838 — более 1300 видов
- Clastopteridae Dohrn, 1859 — около 80 видов
- Epipygidae Hamilton, 2001 — 4 вида
- Machaerotidae Stål, 1866 — 100 видов
- †Procercopidae Handlirsch, 1906
  - †Jurocercopis
    - †Jurocercopis grandis (юрский период)[4]

  - † Anthoscytina
    - † Anthoscytina macula (меловой период)[5]
    - † Anthoscytina perpetua (юрский период)